# Amtsbodenachtel
Das Amtsbodenachtel war ein deutsches Volumenmaß für verschiedene Trockenfrüchte und fand aber reichlich Anwendung bei Getreide. Das Maß unterschied sich vom regulären Volumenmaß  durch eine beträchtliche Abweichung. Anwendung fand das Maß für Erzeugnisse auf oberherrlichen Rentamtsboden. So wurden Ernten von diesen Böden oft versteigert. Das Amtsbodenachtel war das gebräuchlichste Maß neben den anderen bekannten Volumen- und Getreidemaße zu gleichen Zwecken.
- Normales Getreidemaß:
  - 1 Rudolstädter Scheffel = 8 Achtel = 16 Metzen = 384 Nösel = 187,27 Liter
  - 1 Rudolstädter Nösel = 24,5855 Pariser Kubikzoll = 0,48769 Liter
- Ratsmaße
  - 1 Rudolstädter Ratsachtel = 48 Nösel = 1180,1 Pariser Kubikzoll = 23,41 Liter
  - 1 Rudolstädter Ratsscheffel = 9440,8 Pariser Kubikzoll = 187,3 Liter
- Amtsbodenachtel
  - 1 Rudolstädter Amtsbodenachtel = 44,5 Nösel = 1095,05 Pariser Kubikzoll = 21,70 Liter
  - 1 Leutenberger Amtsbodenachtel = 44 Nösel = 1081,8 Pariser Kubikzoll = 21,46 Liter
  - 1 Konitzer Amtsbodenachtel = 43,5 Nösel= 1060,2 Pariser Kubikzoll = 21,03 Liter
  - 1 Blankenburger Amtsbodenachtel = 40 Nösel = 983,4 Pariser Kubikzoll = 19,51 Liter
  - 1 Paulinzeller Amtsbodenachtel = 36 Nösel = 885,1 Pariser Kubikzoll = 17,56 Liter
  - 1 Stadt-Ilmer Amtsbodenachtel = 35,5 Nösel = 872,8 Pariser Kubikzoll = 17,31 Liter
  - 1 Schwarzenburger Amtsbodenachtel = 35,25 Nösel = 866,6 Pariser Kubikzoll = 17,19 Liter